# Kino Le Grand Rex w Paryżu

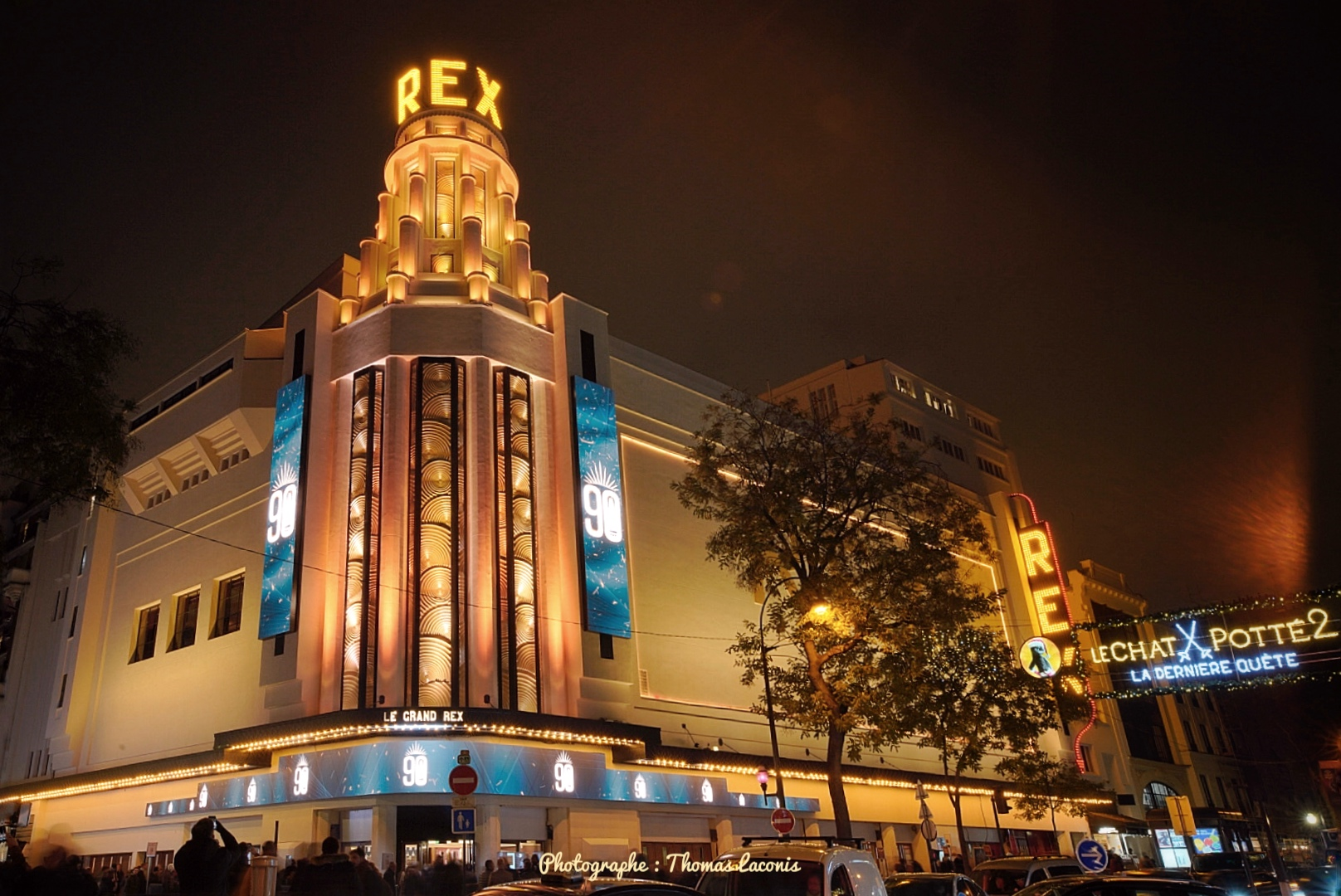
Kino Le Grand Rex (2022)

Le Grand Rex – paryskie kino w stylu art déco zbudowane w 1932, mieszczące się przy bulwarze Poissonnière. Zostało zaprojektowane przez Johna Ebersona i  Auguste’a Bluysena na zlecenie producenta Jacques’a Haïka. 
W momencie otwarcia było jednym z największych kin w Europie. W jego dużej sali mogło zmieścić się 3300 osób. Wnętrza były bardzo okazałe, nawiązujące do stylu mauretańskiego miasta, znajduje się w nim także sklepienie ozdobione gwiazdami. W piwnicy budynku miała mieścić się kawiarnia, obecnie znajdują się tam mniejsze sale kinowe.